# كل رجل لنفسه (رواية)
كل رجل لنفسه (بالإنجليزية: Every Man for Himself)‏ هي رواية للكاتبة الإنجليزية بيريل بينبريدج، نشرت عام 1996، لأول مرة عن دار نشر داكوورث.